# Rodrigo de Sousa e Castro
Rodrigo Manuel Lopez de Sousa e Castro (Celorico de Basto, 1944) è un militare portoghese, tra i principali leader della Rivoluzione dei Garofani del 25 aprile 1974.

## Biografia
Nato nel gennaio 1944 ad Arnoia, una frazione di Celorico de Basto, Sousa e Castro è entrato all'Accademia militare nel 1963. Promosso alfiere (grado equivalente a sottotenente) e assegnato in artiglieria, nel 1966-1967 è stato inviato in Angola per la guerra coloniale portoghese. Promosso tenente e poi capitano, nel 1970 è stato inviato in Mozambico, dove ha prestato servizio fino al 1972. Tornato in Portogallo, nel 1973 si è avvicinato al Movimento dei capitani, un gruppo di ufficiali scontento della guerra coloniale. Nel dicembre dello stesso anno è entrato nella commissione di coordinamento del Movimento delle Forze Armate. Nel marzo 1974 è stato incaricato di assistere Otelo Saraiva de Carvalho nel coordinamento delle operazioni militari per rovesciare il regime di Marcello Caetano e ha partecipato attivamente alla rivoluzione del 25 aprile dello stesso anno. Nel marzo del 1975 è entrato nel Consiglio della rivoluzione. Nell'agosto del 1975 è entrato a far parte del Gruppo dei Nove, un gruppo di ufficiali moderati promosso da Ernesto Melo Antunes. Il 25 novembre 1975 ha partecipato alle operazioni contro il tentativo di colpo di stato effettuato dall'estrema sinistra del Movimento delle Forze Armate con l'appoggio del COPCON. Nel 1980 è diventato portavoce del Consiglio della Rivoluzione e nel 1981 è stato promosso maggiore. Nel 1982 ha lasciato il servizio attivo nell'esercito, passando alla riserva militare. Libero dagli impegni militari, Sousa e Castro si è dedicato ad attività commerciali e alla politica, entrando nel Partito Rinnovatore Democratico. Nel 1986 ha diretto la campagna elettorale per le elezioni presidenziali di Maria de Lurdes Pintasilgo. Nel 2004, insieme ad altri ufficiali che hanno preso parte alla rivoluzione del 1974, ha avuto ricostruita la carriera militare ed è stato promosso colonnello. Nel 2015 è stato capolista del Partito Democratico Repubblicano alle elezioni legislative portoghesi, ma non è riuscito ad essere eletto. Sousa e Castro ha pubblicato due libri, uno come autore e l'altro come coautore.   

## Libri pubblicati
- Capitâo de abril, capitâo de novembre, Editora Guerra & Paz, 2009
- Con Joana Pontes e Aniceto Alfonso (coautori), A hora da liberdade, Bizancio, 2012

## Onorificenze
- Gran Croce dell'Ordine della Libertà (1985)